# Контра деј Кани (Виченца)
Контра деј Кани је насеље у Италији у округу Виченца, региону Венето.
Према процени из 2011. у насељу је живело 58 становника. Насеље се налази на надморској висини од 112 м.